# Nguyễn Thị Mỹ Hương
Nguyễn Thị Mỹ Hương (sinh 1978) là đại biểu Quốc hội Việt Nam khóa 12, thuộc đoàn đại biểu Đà Nẵng.